# Новая Александровка (Аксубаевский район)
Новая Александровка — деревня в Аксубаевском районе Татарстана, в составе Кривоозерского сельского поселения. На 2017 год в деревне числось 2 улицы: Карла Маркса и Энгельса.

## География
Расположена на берегу реки Малая Сульча.

## История
Поселок был основан в 1907 году выходцами с Украины. Ими была выкуплена земля у местного помещика который имел крепостных крестьян села Кривозерки. Деньги на приобретение земель выделены были из фонда Столыпина.. Несколько украинских семей обрели здесь новую родину.
До 1920 года деревня входила в Старо-Мокшинскую волость Чистопольского уезда Казанской губернии. С 1920 года вошла в состав Чистопольского кантона Татарской АССР.
С 10 августа 1930 года входила в состав Аксубаевского района, с 1 февраля 1963 года в составе Октябрьского, с 12 января 1965 года снова в составе Аксубаевского районах.

## Население
| 1920 | 1926 | 1938 | 1958 | 1970 | 1979 | 1989 | 2002 |
| ---- | ---- | ---- | ---- | ---- | ---- | ---- | ---- |
| 327  | 343  | 369  | 172  | 168  | 129  | 70   | 76   |